# Sint-Geertrui-abdij

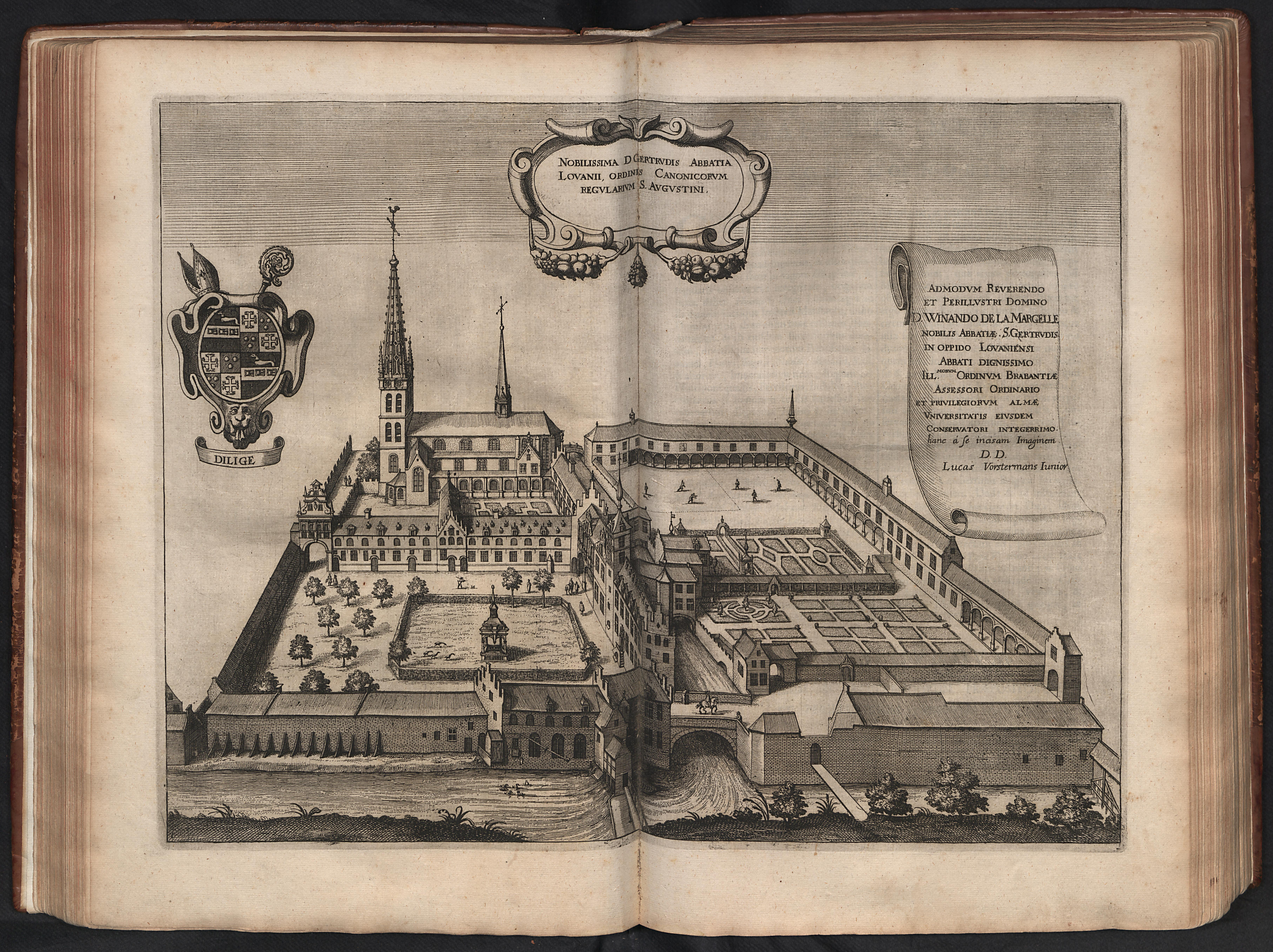
De Sint-Geertrui abdij in de 17e eeuw (afbeelding uit Chorographia Sacra Brabantiae van Antonius Sanderus - 1659)

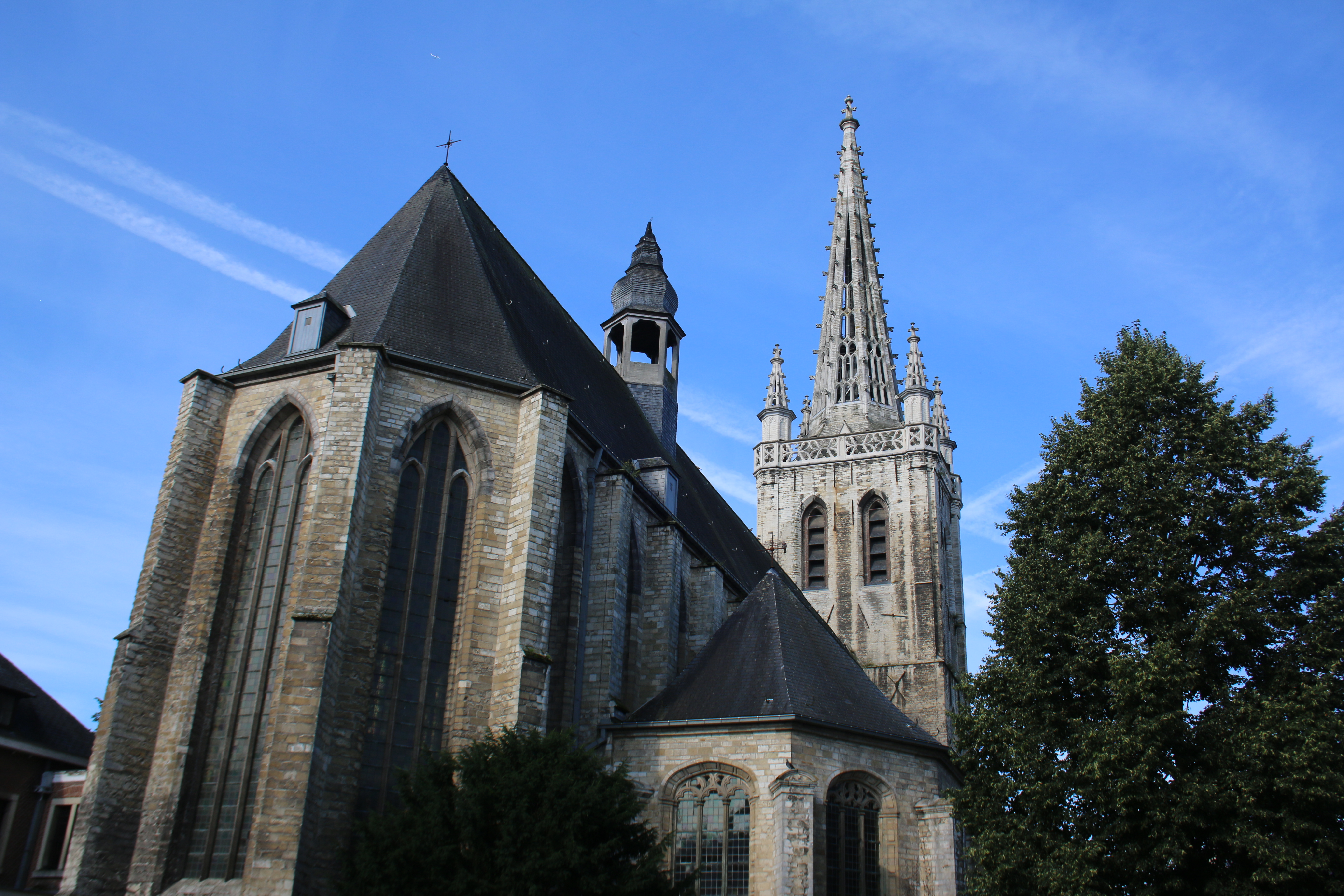
Sint-Geertruikerk

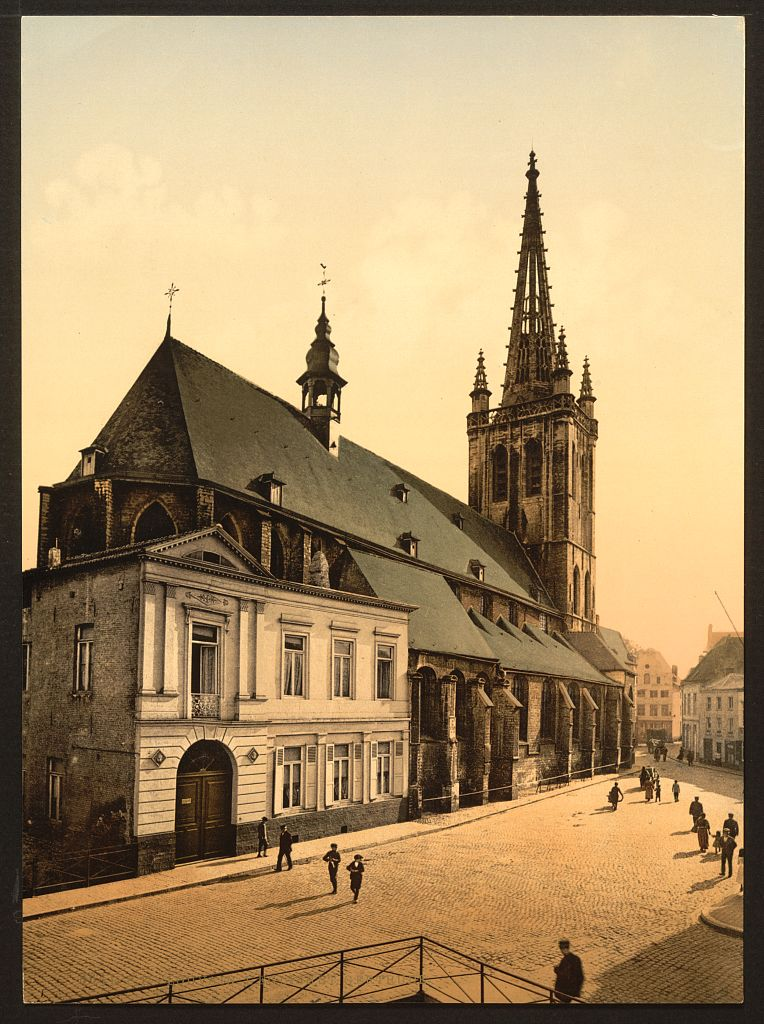
Sint-Geertruikerk eind 19de eeuw

De Sint-Geertrui-abdij was een rijke abdij van reguliere kanunniken van Sint-Augustinus in de Halfmaartstraat, nabij de Mechelsestraat in de Belgische stad Leuven.
Deze abdij werd door Hendrik I van Brabant gesticht in 1206. De abdij bezat talrijke landerijen en hoeves. Binnen de Leuvense omwalling bezat ze wijngaarden met een bijhorend, nog steeds bestaand, wijnpershuis. De Sint-Geertruisluis was een van de waterpoorten van Leuven. In de schaduw van de abdij ontstond het Klein Begijnhof, waarschijnlijk als een gemeenschap van werkzusters in de abdij. Zeker is dat het Begijnhof nog tot in de 17e eeuw ook parochiaal afhing van de abdij. Vandaag resten van de abdij nog de kerk en een deel van de kloostergebouwen. Op de plaats van een oude vleugel van de abdij verrees na de Eerste Wereldoorlog onder impuls van professor-kanunnik Armand Thiery een vreemd aandoend samenraapsel van gerecycleerde gevels van huizen verwoest tijdens de oorlog.

## Sint-Geertruikerk
De kerk is bekend als een wonder van Leuven, omdat de toren volledig zonder nagels (d.i. zonder hout, volledig in steen) is opgetrokken. Deze torenspits, ontworpen door Jan van Ruysbroeck, valt op doordat hij helemaal opengewerkt is: men kijkt dwars door het stenen geraamte heen. 
In 1437 werden drie nieuwe grote klokken geleverd en werd een torenuurwerk geïnstalleerd. Een eeuw later leverde Medardus Waghevens een klok van 1800 pond. Mechelse gieter Bartholomeus Cauthals leverde er in 1642 nog 14 klokjes bij. In 1678 vervaardigde Reinier Van den Steen een nieuw torenuurwerk. Helaas en ondanks herstellingen, verkeerden beiaard en torenuurwerk in 1745 in heel slechte staat. Daarom kwam er in 1746 een nieuw torenuurwerk van Chrétien Lion en kregen Leuvenaars Andreas III Jozef Vanden Gheyn en zijn zoon Andreas IV Lodewijk in 1776 de opdracht om een nieuwe beiaard te gieten.
Het resultaat was er in 1779: een beiaard met 37 klokken. Het is een van de fraaiste overgebleven Vanden Gheyn-beiaarden. Omwille van zijn heldere, frisse geluid dat klinkt vanuit de open torenspits, werd deze beiaard in de volksmond ook wel de muziekdoos van Sint-Geertrui genoemd. 